# Paul Abbott
Paul Abbott (Burnley, 22 febbraio 1960) è uno sceneggiatore e produttore televisivo britannico.
È noto soprattutto per essere l'ideatore delle serie televisive Touching Evil, Linda Green, Clocking Off, Shameless e delle miniserie State of Play e Exile.
Sia di Touching Evil che di Shameless sono state riproposte due omonime serie remake di produzione statunitense, rispettivamente nel 2004 e nel 2011, mentre dalla miniserie State of Play è stato tratto nel 2009 un omonimo film, diretto da Kevin Macdonald ed interpretato da Russell Crowe e Ben Affleck.

## Biografia
Nato in una famiglia disfunzionale di Burnley, Paul Abbott è il settimo di otto figli. [3] [4] Quando aveva nove anni sua madre lasciò casa per intraprendere una relazione con un altro uomo; suo padre, che Abbott descrive come "inattivo", andò via due anni dopo e Abbott e i suoi fratelli vennero di fatto affidati alle cure della loro sorella diciassettenne, incinta. [4] Il padre non richiese nemmeno l'aiuto dei servizi sociali per la famiglia, per paura di allertarli in merito allo stato di abbandono dei bambini. [3] Per quanto frequentasse la scuola in modo discontinuo, Abbott cita il suo insegnante di inglese al Liceo Barden  come un'influenza positiva in questo periodo. [4]
All'età di 11 anni fu violentato da uno sconosciuto, evento che lo portò ad un primo tentativo di suicidio: saltò dal tetto di un parcheggio a più piani.  [3] [4] Due anni più tardi, dopo un nuovo tentativo fallito di suicidio, fu ricoverato in un ospedale psichiatrico per un breve periodo; in seguito ne divenne un paziente volontario. [4] Al suo rilascio fu dato in affido a una famiglia operaia decisamente più stabile e meno povera della sua, nella quale entrambi gli adulti lavoravano: questa fu un'esperienza nuova per lui, così come peraltro lo fu la disponibilità di un televisore e di un'auto. Allo stesso tempo, iniziò a frequentare una scuola locale, il Sixth Form College, e anche a frequentare le riunioni del Circolo degli scrittori Burnley, dopo aver notato il loro annuncio nella biblioteca pubblica locale. [5]
Abbott si iscrisse all'Università di Manchester nel 1980 per studiare psicologia ma decise poi di lasciare gli studi e concentrarsi sulla scrittura, quando un suo radiodramma fu accettato dalla BBC. [6]

## Filmografia

### Sceneggiatore
- Dramarama - serie TV (1983)
- Coronation Street - serial TV, 7 puntate (1987-1989)
- Children's Ward - serie TV, 5 episodi (1989-1992)
- Medics - serie TV, 1 episodio (1995)
- Cracker - serie TV, 5 episodi (1995-1996)
- Police 2020, regia di David Richards - film TV (1997)
- Reckless - serie TV, 6 episodi (1997)
- Cracker - serie TV, 5 episodi (1997-1999)
- Reckless: The Movie, regia di David Richards - film TV (1998)
- Butterfly Collectors, regia di Jean Stewart - film TV (1999)
- Love in the 21st Century - serie TV, 1 episodio (1999)
- The Secret World of Michael Fry, regia di Marc Munden - miniserie TV (2000)
- Clocking Off - serie TV, 12 episodi (2000-2002)
- Best of Both Worlds, regia di David Richards - miniserie TV (2001)
- Linda Green - serie TV, 5 episodi (2001-2002)
- Tomorrow La Scala!, regia di Francesca Joseph (2002)
- State of Play, regia di David Yates - miniserie TV (2003)
- Alibi, regia di David Richards - film TV (2003)
- Shameless - serie TV, 11 episodi (2004-2013)
- Hit & Miss - serie TV, 6 episodi (2012)
- No Offence - serie TV, 8 episodi (2015-2018)
- Professor Wolfe (Wolfe) - miniserie TV, 1 puntata (2021)